# Canens (Haute-Garonne)
Canens ist eine französische Gemeinde mit 61 Einwohnern (Stand 1. Januar 2022) im Département Haute-Garonne in der Region Okzitanien (vor 2016 Midi-Pyrénées). Sie gehört zum Arrondissement Muret und zum Kanton Auterive.

## Geografie
Canens liegt in der Vorbergzone der Pyrenäen am Aunat und an der Grenze zum Département Ariège, 57 Kilometer südsüdwestlich von Toulouse. Umgeben wird Canens von den Nachbargemeinden Castagnac im Norden und Nordosten, Massabrac im Osten, Sainte-Suzanne im Südosten und Süden, Lapeyrère im Südwesten und Westen, Bax im Westen sowie Latrape im Nordwesten.

## Einwohnerentwicklung
| Jahr                       | 1962 | 1968 | 1975 | 1982 | 1990 | 1999 | 2006 | 2013 | 2020 |
| Einwohner                  | 92   | 65   | 43   | 43   | 48   | 69   | 62   | 53   | 58   |
| Quellen: Cassini und INSEE |      |      |      |      |      |      |      |      |      |

## Sehenswürdigkeiten

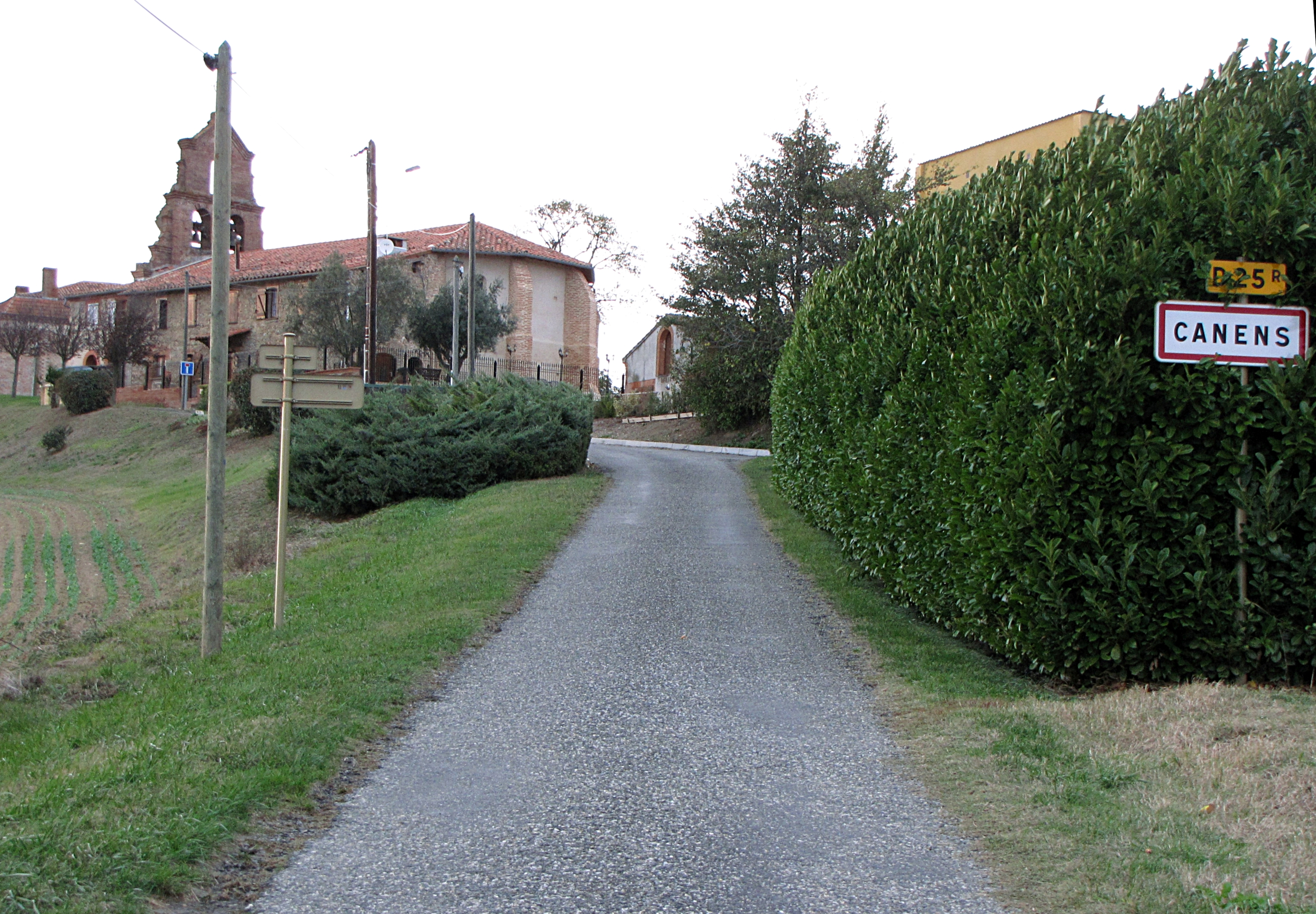
Blick in den Ort mit der Kirche Saint-Victor

- Kirche Saint-Victor